# Mare de Déu de les Neus de Molló
Mare de Déu de les Neus d’Espinavell és una obra del poble d'Espinavell, al municipi de Molló (Ripollès) inclosa en l'Inventari del Patrimoni Arquitectònic de Catalunya.

## Descripció
Es tracta d'una església amb planta de creu llatina, amb capelles laterals i absis semicircular en la part central de la nau. Hi ha un arc en el que descansen els cabirons de la teulada, formada per bigues de fusta i teules àrabs, de tipologia a dues vessants.
Té adossat un campanar quadrat amb grans obertures per les campanes i teulada a quatre vessants. Hi queden restes d'una esfera de rellotge, la maquinària del qual ha desaparegut. La façana és arrebossada i sobre la part dreta hi ha una meridiana solar.
L'interior ha estat molt transformat recentment per una dissortada restauració.

## Història
L'església es va construir en acabar-se el segle xvii, en un estil molt rústic i popular, si bé l'interior va ésser decorat amb falses voltes de maó, tot arrebossat i potser decorat. De tot això no queda res degut a una recent restauració feta per l'arquitecte Joan Maria de Ribot. Igualment passa en les dues capelles laterals, avui dia desaparegudes, que s'han convertit en dos espais dins de l'església sense cap funció.